# Night on Bröcken
Night on Bröken es el primer álbum de la banda de metal progresivo Fates Warning, lanzado en septiembre de 1984. Contiene las 3 canciones del demo de la banda de ese mismo año, «Shadowfax», «Kiss of Death» y «Night on Brocken». En 2002, Metal Blade Records lanza una versión remasterizada de este álbum, que contiene canciones extras.
El título del álbum aparentemente hace referencia a «The Broken», una montaña ubicada en Alemania, nombrada en la obra de Goethe, Fausto, tradicionalmente relacionada con las brujas, debido a la celebración llamada Walpurgis Night (Noche de Walpurgis). Parte de la canción «Nigth on Bröken» dice:

Because you, you're the one I
saw in flight, at Walpurgis Night.
You've betrayed and cursed the light,
at Walpurgis Night.
You're the one I saw in flight,
at Walpurgis Night.

At the setting of the sun.
«Night on Bröken»

## Lista de canciones
Toda la música compuesta por Fates Warning. 
| N.º   | Título             | Letras       | Duración |  |
| 1.    | «Buried Alive»     | Arch/Matheos | 4:39     |  |
| 2.    | «The Calling»      | Arch/Matheos | 5:03     |  |
| 3.    | «Kiss of Death»    | Arch/Matheos | 4:39     |  |
| 4.    | «Night on Bröcken» | Arch/Matheos | 5:30     |  |
| 5.    | «S.E.K.»           | Matheos      | 1:20     |  |
| 6.    | «Misfit»           | Arch/Arduini | 5:06     |  |
| 7.    | «Shadowfax»        | Matheos      | 3:16     |  |
| 8.    | «Damnation»        | Arch/Matheos | 6:26     |  |
| 9.    | «Soldier Boy»      | Arch/Arduini | 6:25     |  |
| 42:24 |                    |              |          |  |

| Versión remasterizada de 2002 |                                        |                 |          |  |
| N.º                           | Título                                 | Letras          | Duración |  |
| 10.                           | «Last Call» (Misfit Demo 1984)         | Arch            | 5:39     |  |
| 11.                           | «The Calling» (Rehearsal 1983)         | Arch/Matheos    | 4:36     |  |
| 12.                           | «Kiss of Death» (Live at L'Amour 1985) | Arch/Matheos    | 4:35     |  |
| 13.                           | «Flight of Icarus» (cover Iron Maiden) | Dickinson/Smith | 5:18     |  |

## Intérpretes
- John Arch - Voz
- Jim Matheos - Guitarra
- Victor Arduini - Guitarra
- Joe DiBiase - Bajo
- Steve Zimmerman - Batería